# سیارک ۳۱۹۷
سیارک ۳۱۹۷ (به انگلیسی: 3197 Weissman، نامگذاری:1981AD) سه هزار و صد و نود و هفتمین سیارک کشف شده‌است که در ۱ ژانویه ۱۹۸۱ کشف شد.
قدر مطلق سیارک برابر ۱۱٫۷۰ است.